# Wólka Pierwsza
Wólka Pierwsza (biał. Вулька 1; ros. Вулька 1) – agromiasteczko na Białorusi, w obwodzie brzeskim, w rejonie łuninieckim, w sielsowiecie Łunin, przy drodze republikańskiej .
Znajduje tu się przystanek kolejowy Wólka Łuniniecka, położony linii Homel - Łuniniec - Żabinka.

## Historia
W źródłach historycznych miejscowość spotykana jest pod nazwami Wólka (biał. Вулька) i Wólka Łunińska.
W dwudziestoleciu międzywojennym leżała w Polsce, w województwie poleskim, w powiecie łuninieckim, do 18 kwietnia 1928 w gminie Łunin, następnie w gminie Łuniniec. Po II wojnie światowej w granicach Związku Sowieckiego. Od 1991 w niepodległej Białorusi.